# Завала (Тексас)
Завала (енгл. Zavalla) град је у америчкој савезној држави Тексас. По попису становништва из 2010. у њему је живело 713 становника.

## Демографија
Према попису становништва из 2010. у граду је живело 713 становника, што је 66 (10,2%) становника више него 2000. године.
| Група             | 2000.       | 2010.       |
| Белци             | 623 (96,3%) | 688 (96,5%) |
| Афроамериканци    | 0 (0,0%)    | 5 (0,7%)    |
| Азијати           | 1 (0,2%)    | 0 (0,0%)    |
| Хиспаноамериканци | 13 (2,0%)   | 10 (1,4%)   |
| Укупно            | 647         | 713         |